# Sint-Antonius Abtkerk (Boortmeerbeek)

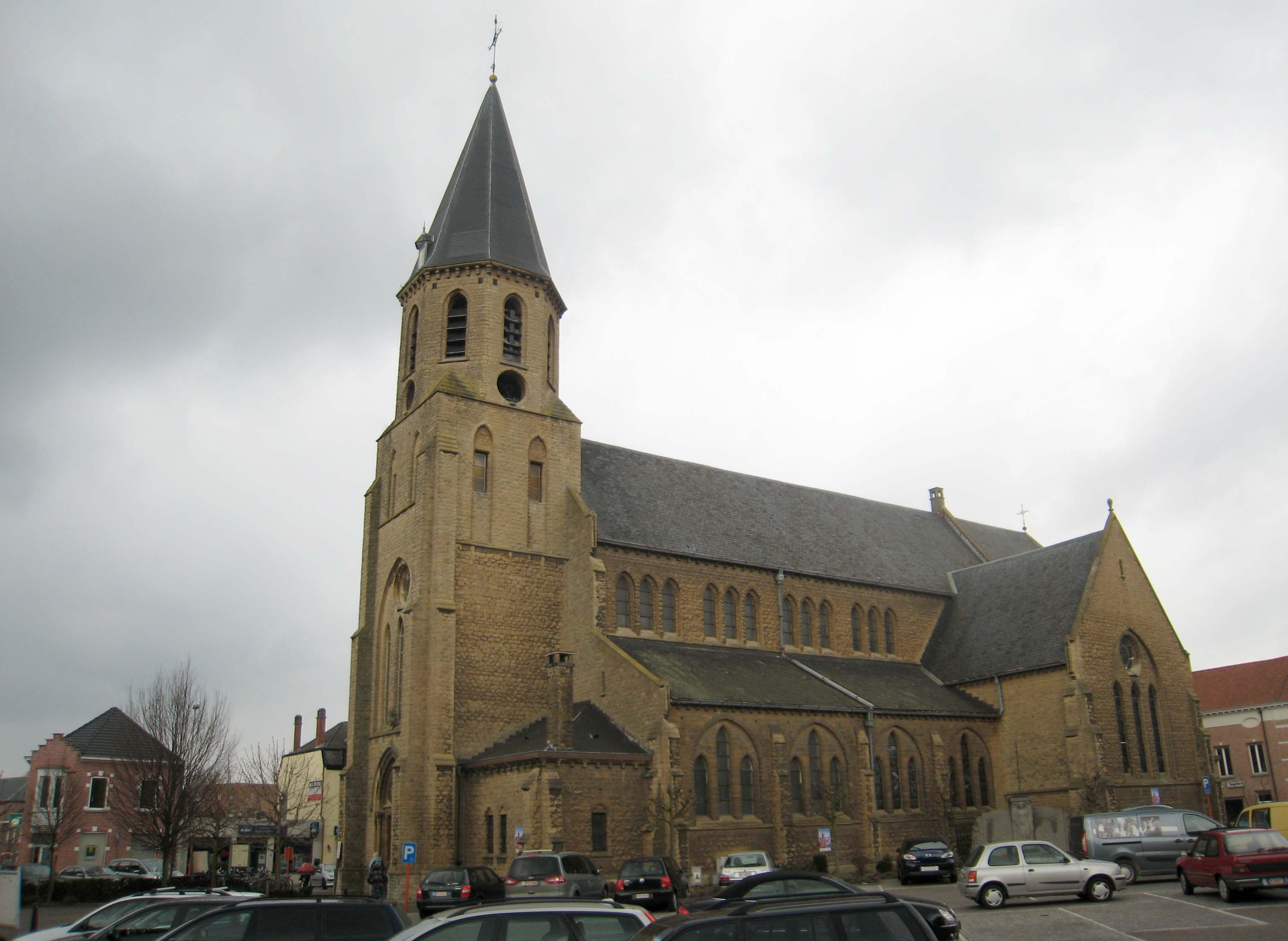
Sint-Antonius Abtkerk

De Sint-Antonius Abtkerk is de parochiekerk van de Vlaams-Brabantse plaats Boortmeerbeek, gelegen aan de Dorpplaats.

## Geschiedenis
Een eerdere kerk brandde in 1673 af. Een nieuwe kerk werd gebouwd die in 1844 werd uitgebreid tot een tweebeukige kerk maar in 1914 door de Duitse bezetter in brand werd gestoken. In 1924 werd een nieuwe kerk gebouwd naar ontwerp van De Buck.

## Gebouw
Het betreft een naar het noordoosten georiënteerde driebeukige kruisbasiliek, gebouwd in witte Gobertangesteen. De zuidwesttoren is 45 meter hoog en heeft een achthoekige bovengeleding.
Het kerkmeubilair is neogotisch.